# مارتين دي رادا
مارتين دي رادا (بالإسبانية: Martín de Rada)‏ هو مبشر وكاتب إسباني، ولد في 30 يونيو 1533 في بنبلونة في إسبانيا، وتوفي في 1578 في بحر الصين الجنوبي في ماليزيا.